# Ель-Гарробо
Ель-Гарробо (ісп. El Garrobo) — муніципалітет в Іспанії, у складі автономної спільноти Андалусія, у провінції Севілья. Населення — 772 особи (2010).
Муніципалітет розташований на відстані близько 380 км на південний захід від Мадрида, 29 км на північний захід від Севільї.

## Демографія
Динаміка населення (INE ):